# Euphorbia taihsiensis
Euphorbia taihsiensis là một loài thực vật có hoa trong họ Đại kích. Loài này được (Chaw & Koutnik) Oudejans mô tả khoa học đầu tiên năm 1990.